# نورت آمیتی‌ویل (نیویورک)
نورت آمیتی‌ویل (به انگلیسی: North Amityville) یک منطقهٔ مسکونی در ایالات متحده آمریکا است که در شهرستان سافک، نیویورک واقع شده‌است. نورت آمیتی‌ویل ۶٫۱ کیلومتر مربع مساحت و ۱۷٬۸۶۲ نفر جمعیت دارد و ۱۰ متر بالاتر از سطح دریا واقع شده‌است.